# Bryggen
Bryggen vagy Tyskebryggen (norvégül „A rakpart” vagy „A német rakpart”) a norvégiai Bergen régi rakpartja, a Hanza-szövetség virágkorából származó kereskedelmi épületek sora a bergeni kikötő keleti partja mentén. Az épületegyüttes emlékeztet a város fontos szerepére, melyet a 14–16. században betöltött ebben a kereskedelmi szövetségben. 1979 óta a világörökség része. Nevének eredete ugyanaz, mint a flandriai Brugge városáé. Valószínűleg a germán Bryggia szóból ered, amely kikötőhidat, hidat, dorongtöltést jelent.

## Története

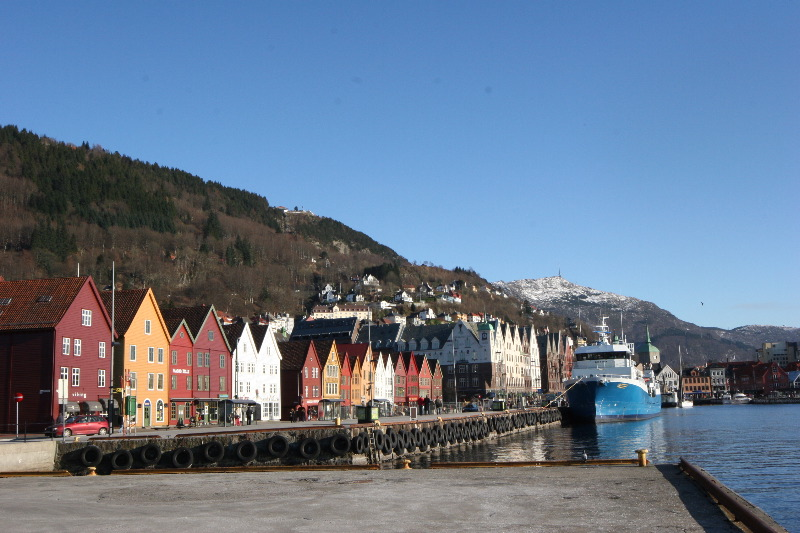
Bryggen, a rakpart

Bergent 1070-ben alapították. Alig 120 évvel később, 1191-ben dán kereskedők így írták le a várost: „Bergen egyre növekvő hatalmával a vidék legtekintélyesebb városa. A hajók és az emberek tömege özönlik ide a világ minden tájáról, izlandiak, grönlandiak, angolok, németek, dánok, svédek, gotlandiak és még sokan mások, szinte nem is lehet számon tartani őket. Rengeteg bor, búza, jó ruházat, ezüst és egyéb áru található itt, és mindenkinek lehetősége van, hogy vásároljon ezekből.”

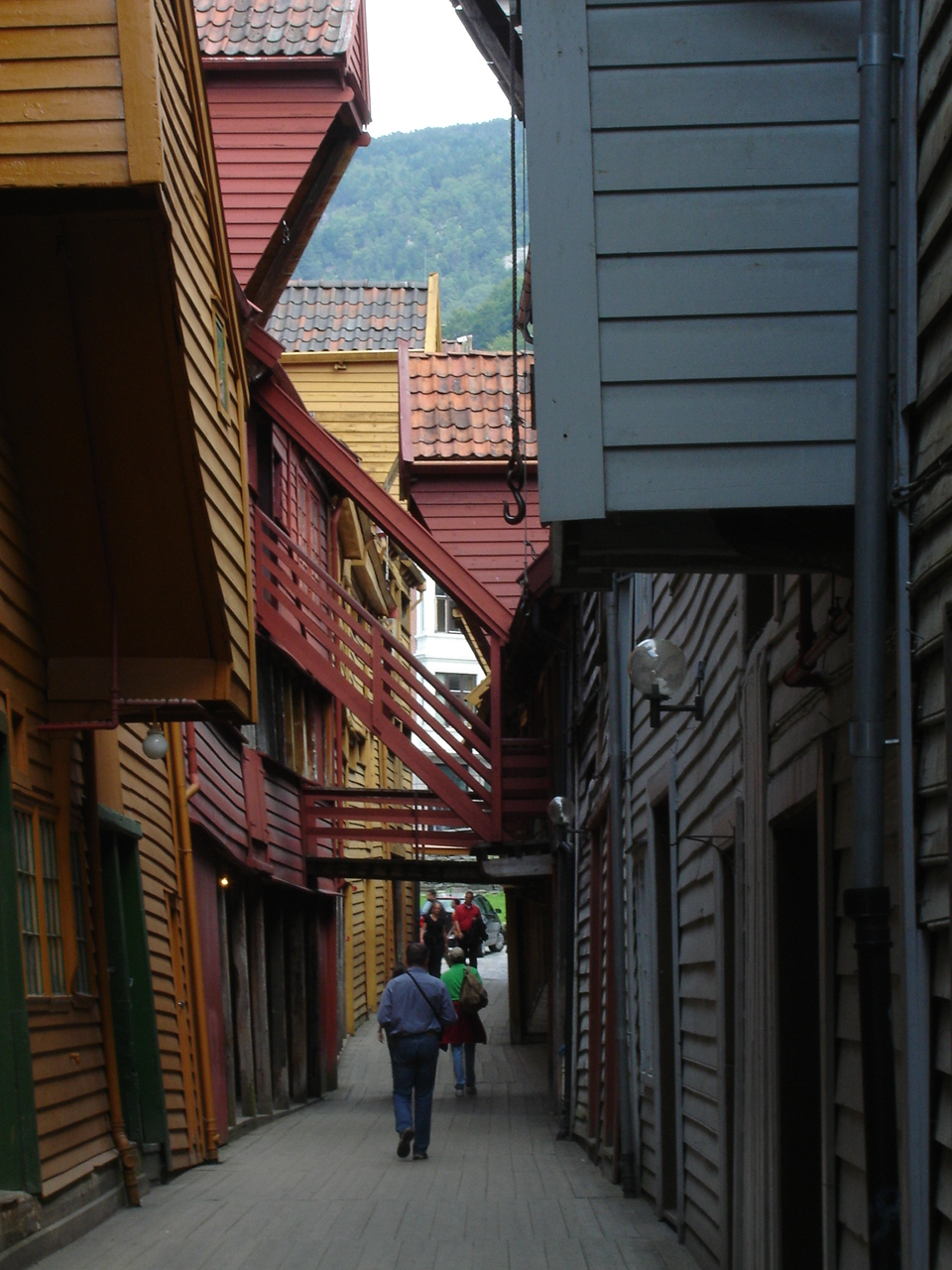
Szűk utca a házak között

1360-ban a Hanza-szövetség kontort létesített itt (akárcsak Novgorodban, Londonban és Bruggében), és a város fontos kereskedelmi központtá fejlődött; a rakpartot is továbbfejlesztették. Bryggen hivatali épületei számos helyről (főleg Németországból) származó hivatalnokoknak adtak szállást. A raktárak tele voltak áruval, főként Észak-Norvégiából származó hallal és délről érkező gabonával. Ezen a helyen alakult ki a város német közössége, amely a kereskedelmet kezében tartotta.
A 16. századtól kezdve a Hanza befolyása Európa-szerte meggyengült. 1630-ban vették át norvég kereskedők az első bryggeni üzletet, és 1740-re mindössze kilenc maradt német kézben. Számos német kereskedő bergeni polgár lett. 1754-ben a német kontor helyett norvég elszámolóházat állítottak fel, azonban szinte minden szabály a régi maradt, akárcsak a német nyelv használata. 1899-ben végül a norvég elszámolóházat is bezárták, jelezve egy régi és egyedülálló kereskedelmi mód alkonyát.
Az 1850 körüli évektől kezdve az ipari korszak beköszöntével Bryggen már elavultnak számított, és hanyatlásnak indult. A házak fenntartását elhanyagolták, 1910-ben pedig a déli részt lebontották és ötemeletes téglaépületeket emeltek a helyére. 1955-ben a megmaradt épületek egy része is tűzvész martalékává vált.

## Bryggen napjainkban

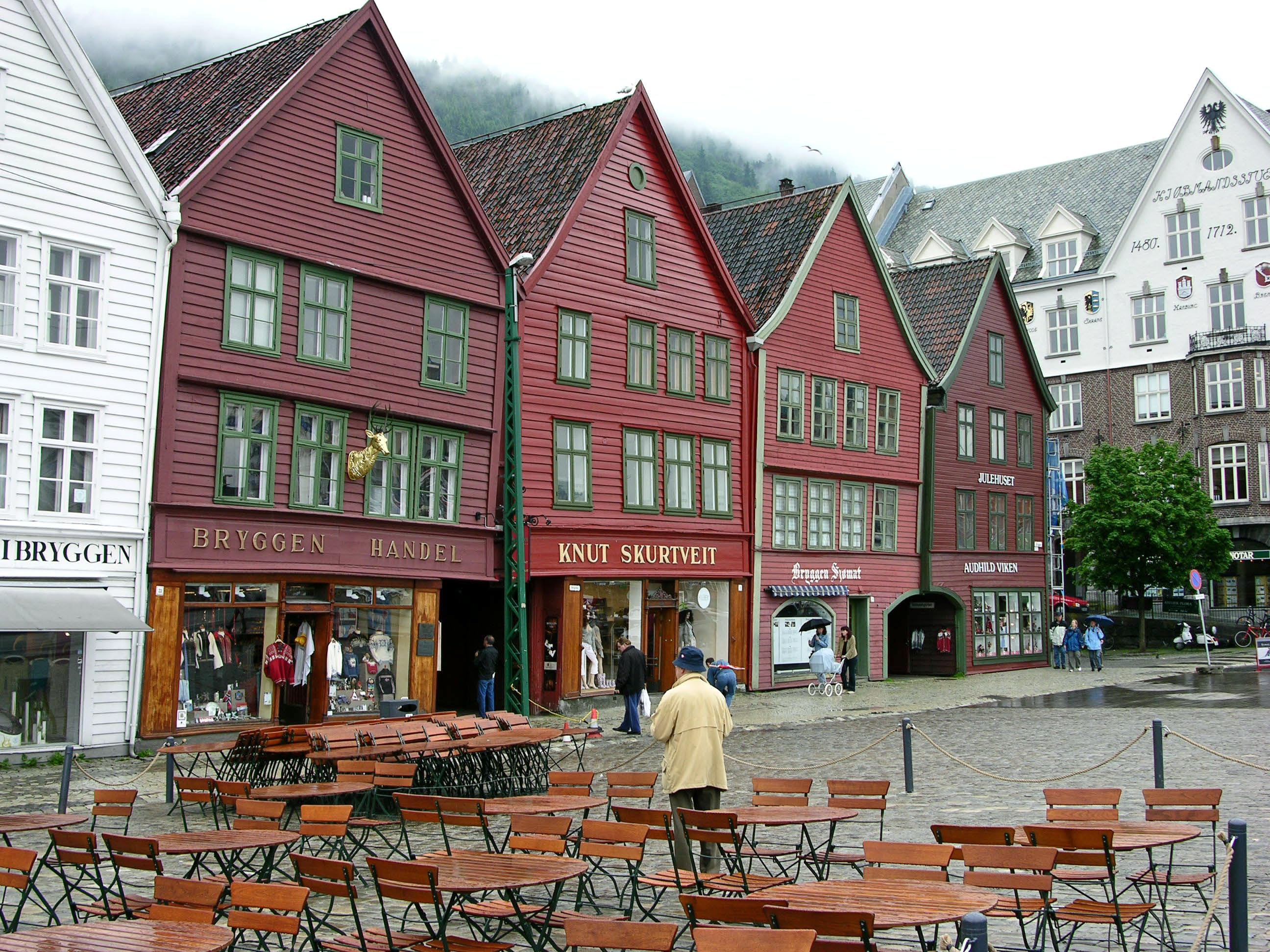
Bryggen napjainkban

A történelem folyamán Bergen számos tűzvészt élt át, mivel a házak hagyományosan fából épültek. Ez a helyzet Bryggen esetében is, ezért az épületek kb. egynegyede közvetlenül az 1702-es tűzvész utáni időkből származik, a többi még újabb – jóllehet megmaradt néhány 15. századi, kőből épült pince is.
Bryggen egy része 1955-ben tűzvész martalékává vált. Az így szabaddá vált helyen épült fel a régészeti maradványokat bemutató Bryggen Múzeum, valamint hat régi stílusú, fából épült ház (a hat bal szélső a lenti képen). Egy téglaszálloda is épült a helyszínen az új házak mögött.
Ma Bryggen 61 védett épülete szuvenír- és ajándékboltoknak, éttermeknek, sörözőknek, műtermeknek és múzeumoknak ad helyet. Ez az egyetlen fennmaradt Hanza-elszámolóház; 1979-ben a világörökség részévé nyilvánították.

Bryggen

## Külső hivatkozások
- Bryggen – UNESCO Világörökség Központ (angol, francia)
- A tanácsadó testület értékelése – UNESCO Világörökség Központ (angol, francia)
- Bryggen (1979) – Nordic World Heritage Foundation (angol)
- Bryggen Alapítvány (angol, német, norvég)